# Tessa Jopp
Pour les articles homonymes, voir Jopp.
Tessa Jopp née le 18 juin 1995 dans la région d'Otago, est une joueuse de hockey sur gazon néo-zélandaise évoluant au poste de défenseure au Southern Alpiners et pour l'équipe nationale néo-zélandaise,.

## Biographie
Elle a fait partie de l'équipe nationale pour concourir aux Jeux olympiques d'été de 2016 à Rio de Janeiro.